# Сарториус, Эрнст Вильгельм Христиан
Эрнст Вильгельм Христиан Сарториус (англ. Ernst Wilhelm Christian Sartorius; 10 мая 1797, Дармштадт — 1 июля 1859, Кёнигсберг) — протестантский богослов.

## Биография
Родился в Дармштадте, где получил среднее образование. С 1815 года изучал теологию в Геттингенском университете, в 1818 году был здесь же удостоен учёной степени доктора философии, в следующем году назначен «репетентом» теологического факультета, а в 1821 году — экстраординарным профессором теологии. 
С 1823 года преподавал в Марбургском университете, где в 1824 году получил учёную степень доктора теологии, затем занял должность профессора догматики и морали в Дерптском университете. Одновременно Сарториус был назначен членом университетской школьной комиссии, но через восемь лет, в 1833 году, он оставил русскую службу в чине коллежского советника и занял пост генерал-суперинтенданта восточной и западной Пруссии.
Позднее он был директором королевской консистории, старшим придворным проповедником и экзаменатором в Кенигсберге; кроме того неоднократно принимал деятельное участие, в силу королевских поручений, в евангелических конференциях и церковных советах в Берлине.
Умер 1 июля 1859 года в Кёнигсберге.

## Сочинения в строго-лютеранском духе
- «Die Lehre von Christi Person und Werk» (Гамбург, 1831; 7-е изд., Гота, 1860);
- «Die Lehre von der heiligen Liebe» (Штутгарт, 1840—44; 4-е изд., 1861),
- «Soli Deo gloria, oder vergleichende W ürdigung der evangelich-lutherischen und der ka tholischen Lehre» (там же, 1859),
- «Die Unwissenschaftlichkeit und innere Verwandschaft des Rationalismus und Romanismus in den Erkenntnissprincipien und Heilslehren dee Christenthums» (Гейдельб., 1825; 2 изд. 1826) и др.